# Temognatha pubicollis
Temognatha pubicollis es una especie de escarabajo del género Temognatha, familia Buprestidae. Fue descrita científicamente por Waterhouse en 1874.